# Kafr Cana
Pour les articles homonymes, voir Cana.
Ne doit pas être confondu avec Cana (ville).
Kafr Cana (arabe : كفر كنا, Kafr Kanā ; hébreu : כַּפְר כַּנָּא) ou Kfar Qana est un village de l'Israël antique devenu ville arabe et située dans le district nord d'Israël en Basse Galilée, à 6 kilomètres au nord de Nazareth. Elle est déclarée conseil local en 1968.

## Histoire

### Période antique
« Kana » est mentionné dans les lettres d'Amarna (XIVe siècle av. J.-C.) rédigées en Egypte antique.
Durant la période du Premier Temple du roi Salomon et également durant celle du Second Temple, une communauté juive habite le lieu, comme il en ressort des lettres de Yosef ben Matityahu (Flavius Josephe) qui vivait dans ce village (deuxième partie du Ier siècle). L'endroit est fortifié lorsqu'il devient gouverneur de la Galilée pendant la Grande Révolte (guerre judéo-chrétienne-romaine de ), ainsi que le montrent des découvertes archéologiques. Après la destruction du Second Temple (70 ap. J.-C.), puis à l'époque des Amoraïm (Ve) et tout au long de la rédaction de Mishnah et de la période talmudique, une communauté juive demeure à Kana.
D'après les historiens, c'est un des lieux possibles où l'Evangile selon Jean situe le premier des sept miracles de Jésus qu'il relate : la transformation d'eau en vin au cours d'un mariage (Noces de Cana).  

Des excavations du XXe siècle montrent qu'avant le bâtiment actuel (une église catholique), le site abritait une synagogue juive aux IVe siècle et Ve siècle, couverte d'un sol en mosaïque. Une inscription écrite en araméen indique qui est son auteur :  
« Honneur soit à la mémoire de Yoseb, fils de
Tanbum, fils de Butab, et ses fils
qui ont fait cette mosaïque,
Que cela soit une bénédiction pour eux
Amen »- Une partie de la synagogue trouvée sous l'église de Cana

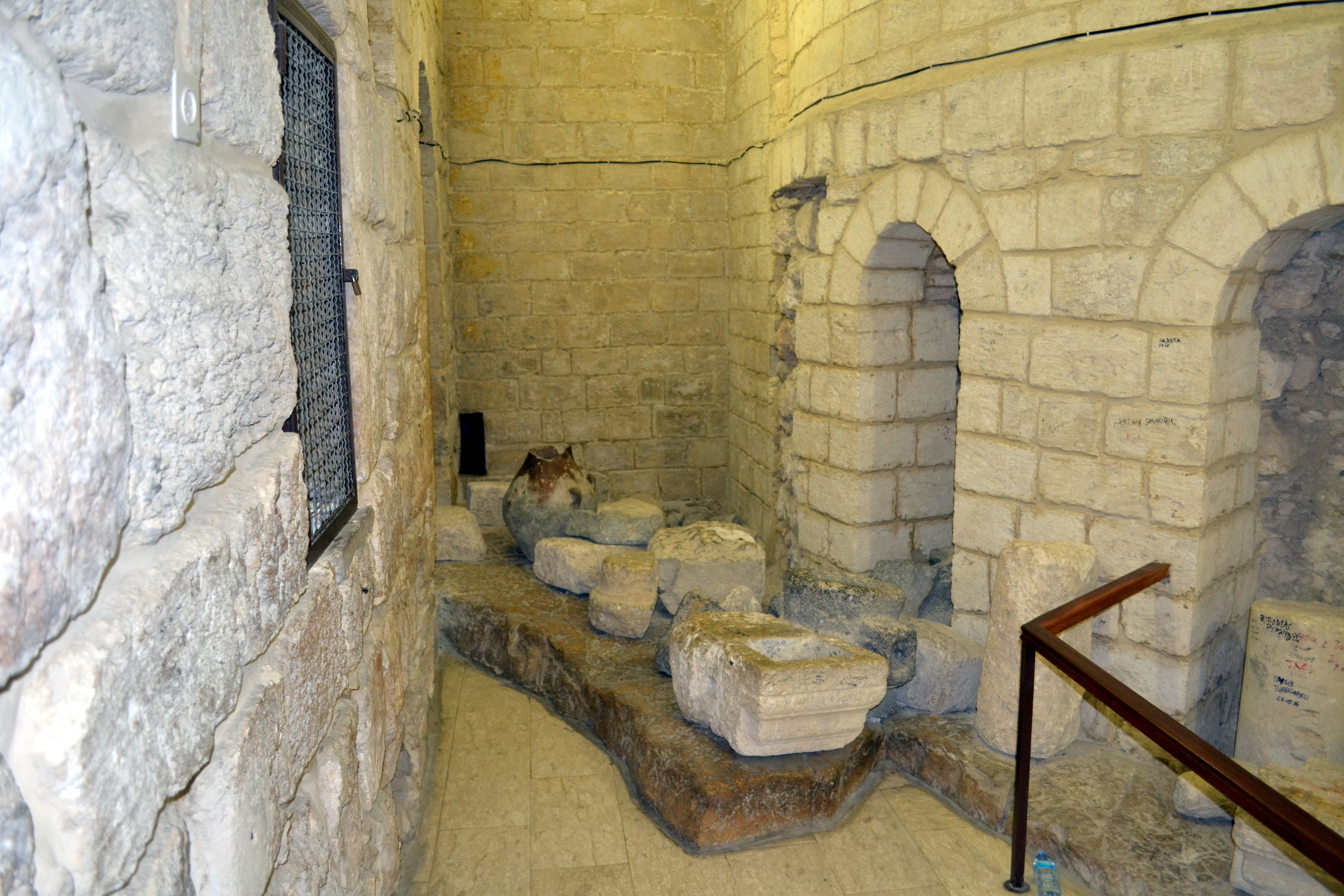
Une partie de la synagogue trouvée sous l'église de Cana
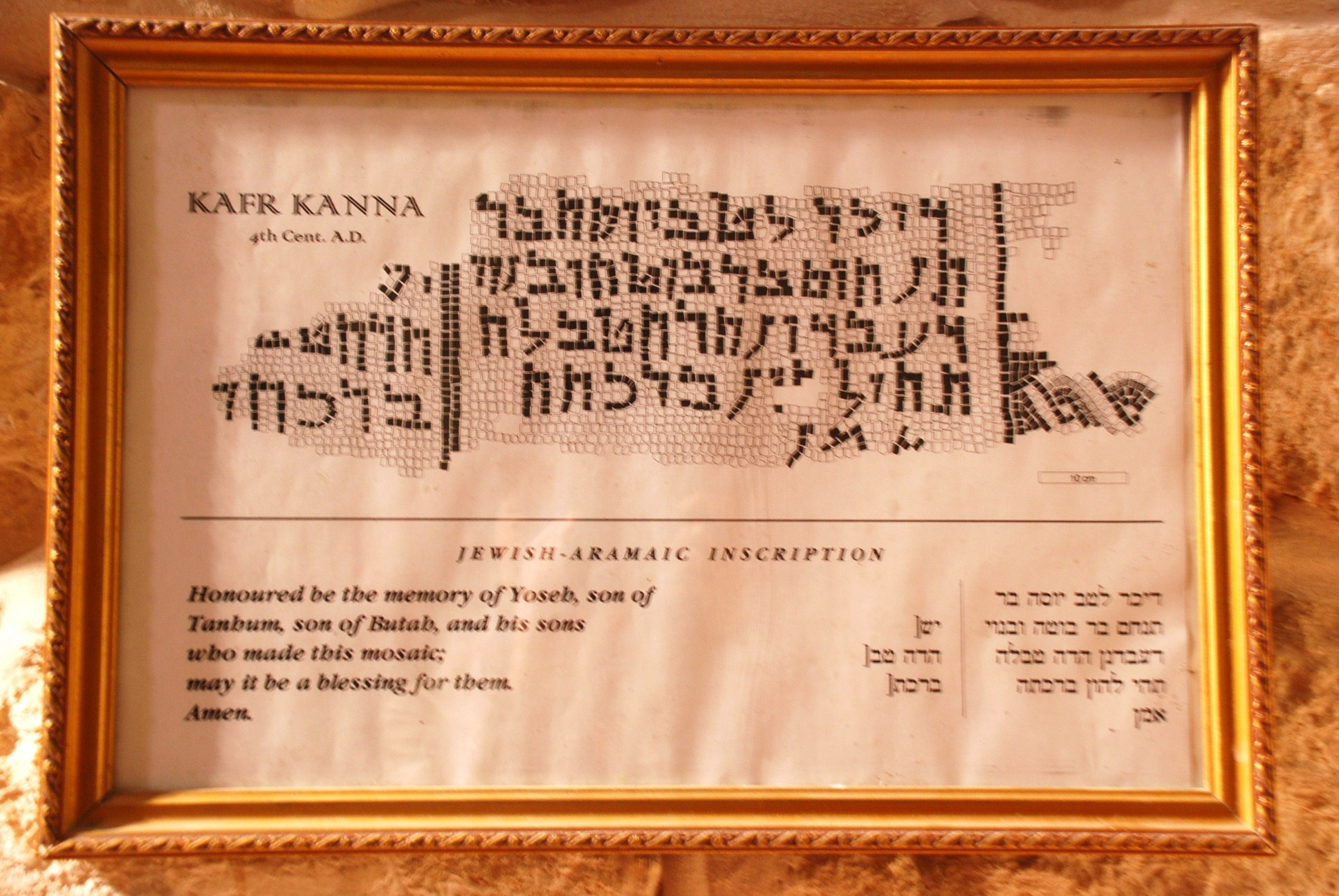
Reproduction de la mosaïque en araméen du IVe

Les fouilles mettent également à jour une église byzantine du VIe siècle, construite lors de la colonisation chrétienne byzantine ainsi que des tombes toujours sous la domination de l'Empire byzantin aux xVe siècle et VIe siècle,.

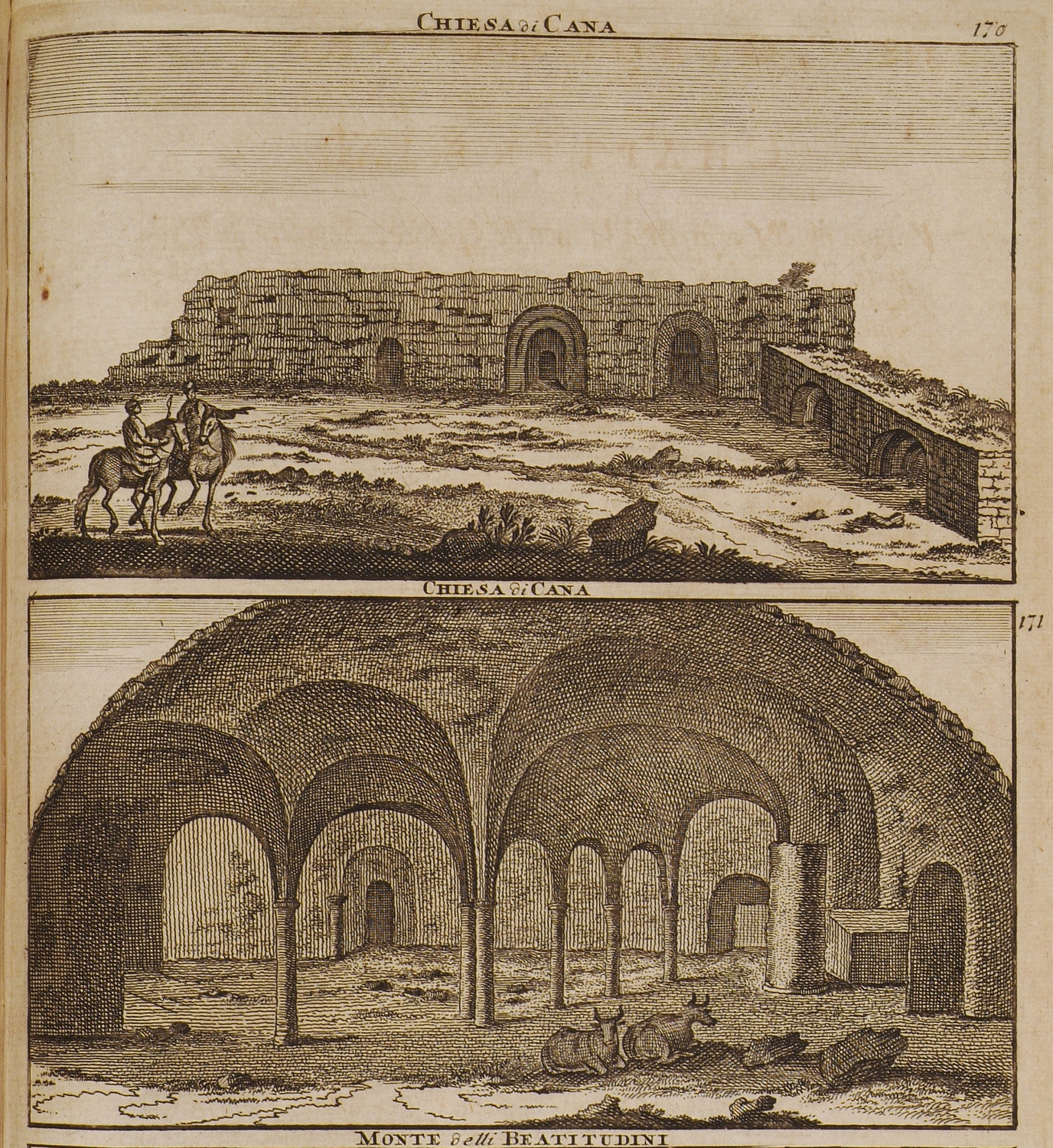
Haut de la gravure, l'église de Cana en 1714

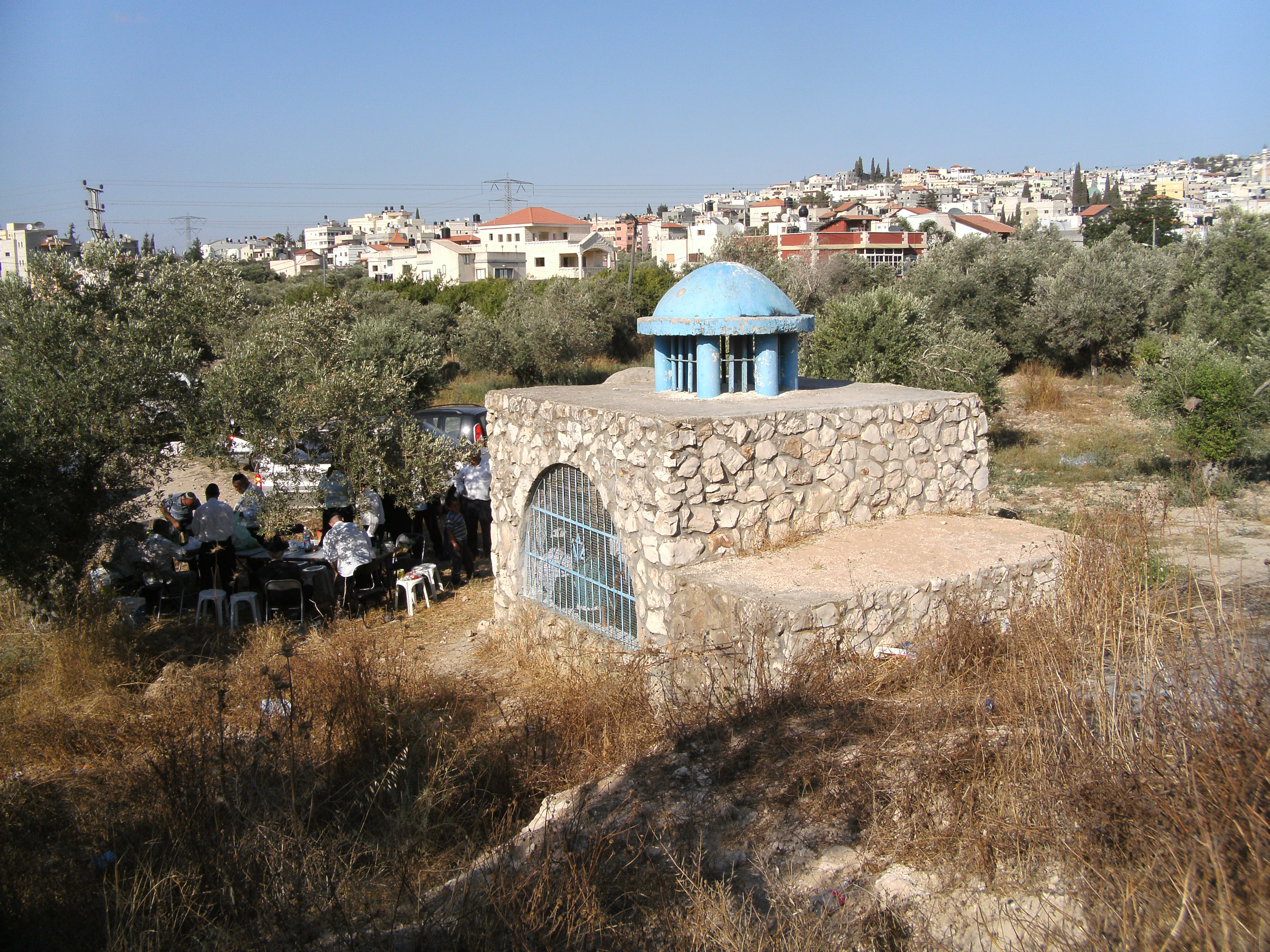
Tombeau de Shimon ben Gamliel à Cana (s.), régulièrement vandalisé

A Cana, on commémore aussi la vocation de l’apôtre Barthélémy (Nathanaël) dont Jésus dit avec admiration qu’il était « un vrai israélite sans détour ».
À la périphérie de la ville moderne, près deTzomet Golani, se trouve le tombeau du sage juif Shimon ben Gamliel, qui est devenu président du Sanhédrin après la mort de son père Gamaliel l'ancien vers l'an 50, puis a été assassiné par les Romains. Sa tombe est depuis lors et aujourd'hui encore un site important de pèlerinage juif mais elle est régulièrement profanée, vandalisée ou incendiée,.
De même que pour beaucoup de villes juives de Galilée, de nombreux judéens se sont réfugiés à Cana après les défaites de la Grande révolte (70) et surtout de la révolte de Bar Kokhba (135).

### Moyen Age
La communauté juive de Kana est également mentionnée au Moyen Âge et le lieu comme une sorte de gare routière entre l'Égypte et la Syrie ; également au XVIe siècle comme une colonie riche et florissante dans le village où des maisons juives se spécialisent dans la teinture textile. Selon le recensement ottoman réalisé en 1555, 65 familles juives vivent dans le village, dont certaines avaient été expulsées d'Espagne quelques années auparavant, à côté de 375 familles chrétiennes. 

### Epoque moderne

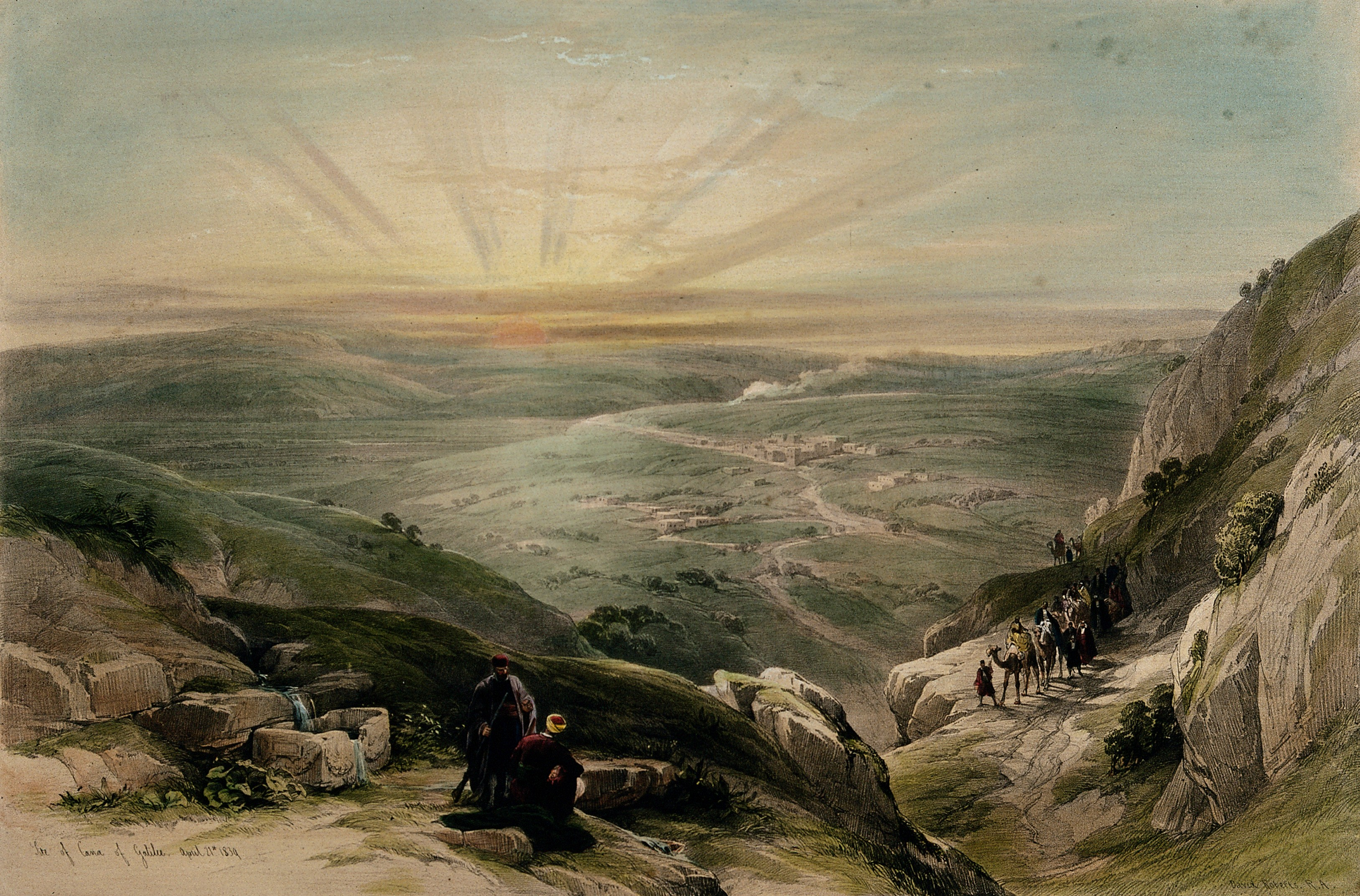
Vue de Cana, 1842

Au XVIIe siècle, le village est vidé de sa communauté juive. La situation sécuritaire s'est détériorée dans toute la région, les meurtres par les Arabes ou les Bédouins étaient fréquents et la politique fiscale turque a également nui aux agriculteurs juifs, ce qui les a forcés à partir. 

En 1881, une église catholique (devenue lieu de pèlerinage) est construite sur les ruines de l'ancienne église du VIe siècle et de la synagogue des siècles précédents, et une église grecque orthodoxe est bâtie dans la ville. 

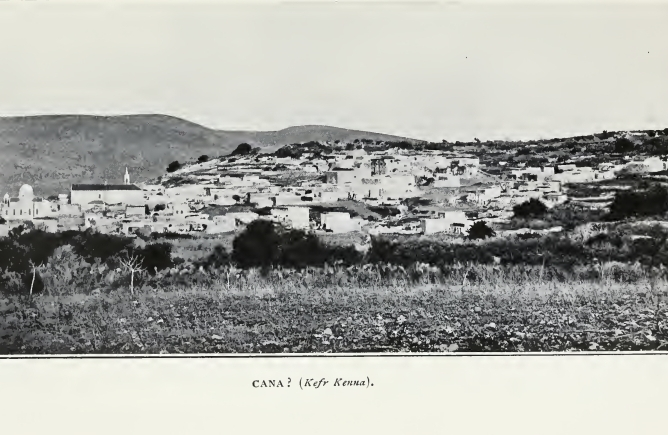
Vue de Kafr Kanna en 1903
Vue générale, entre 1898 et 1914
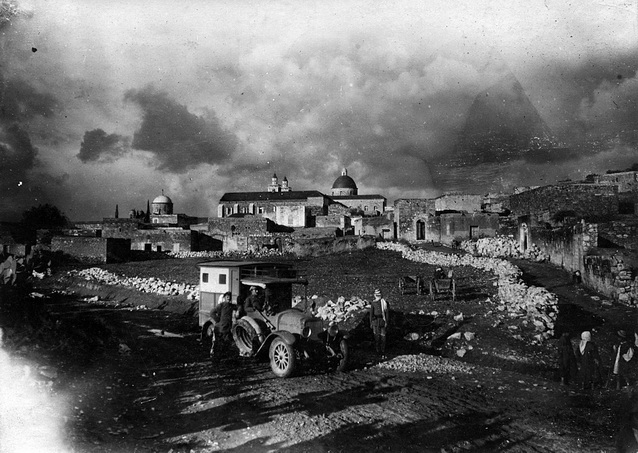
Au premier plan une ambulance et en arrière plan, l'église des Noces de Cana, 1918
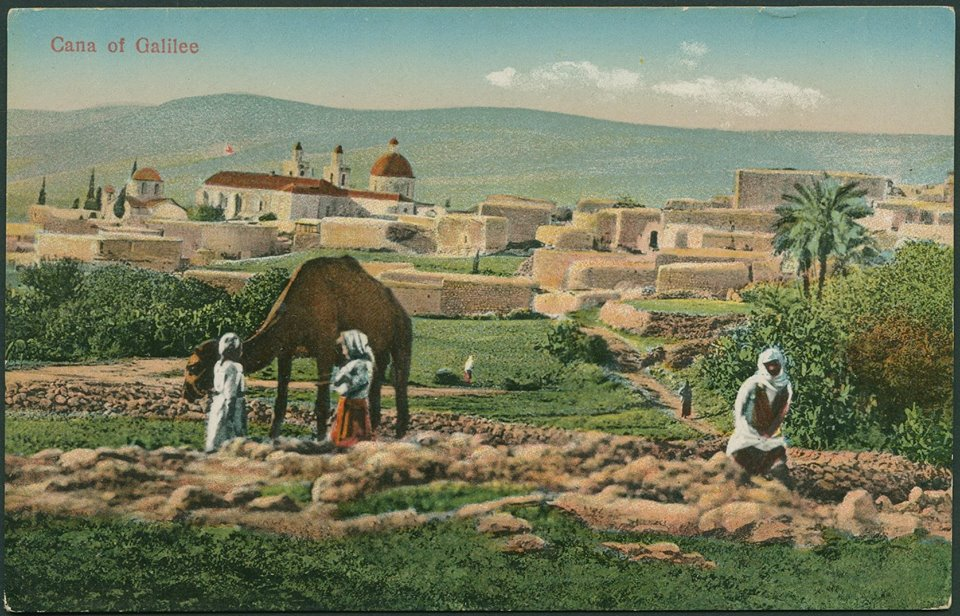
Cana en 1925
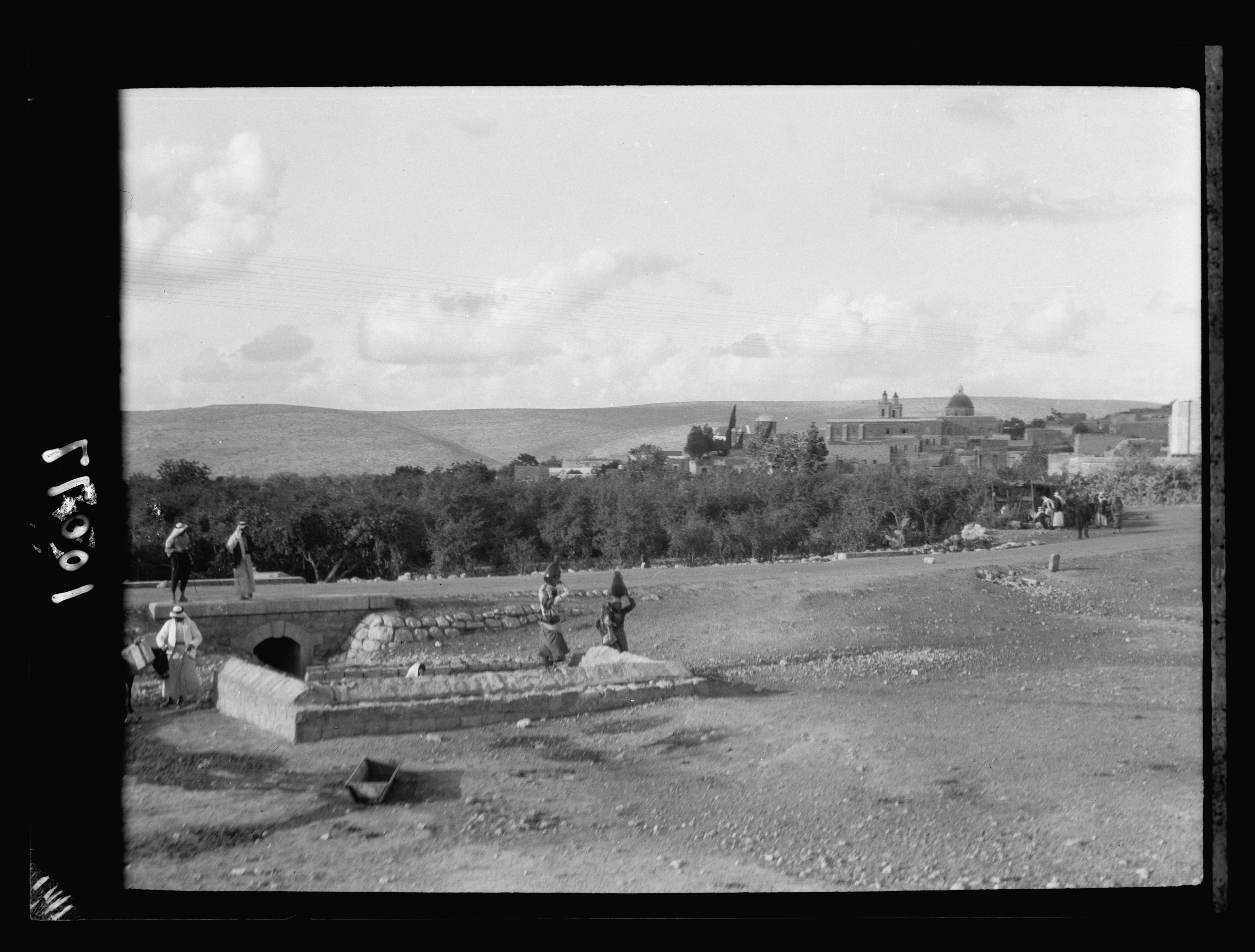
Vue de Cana avec sa fontaine au premier plan,1934-1939

Lors de la guerre d'indépendance d'Israël en 1948, les villageois de Cana combattent contre les forces juives (FDI), mais l'endroit est capturé en juillet dans le cadre de l'opération Dekel.

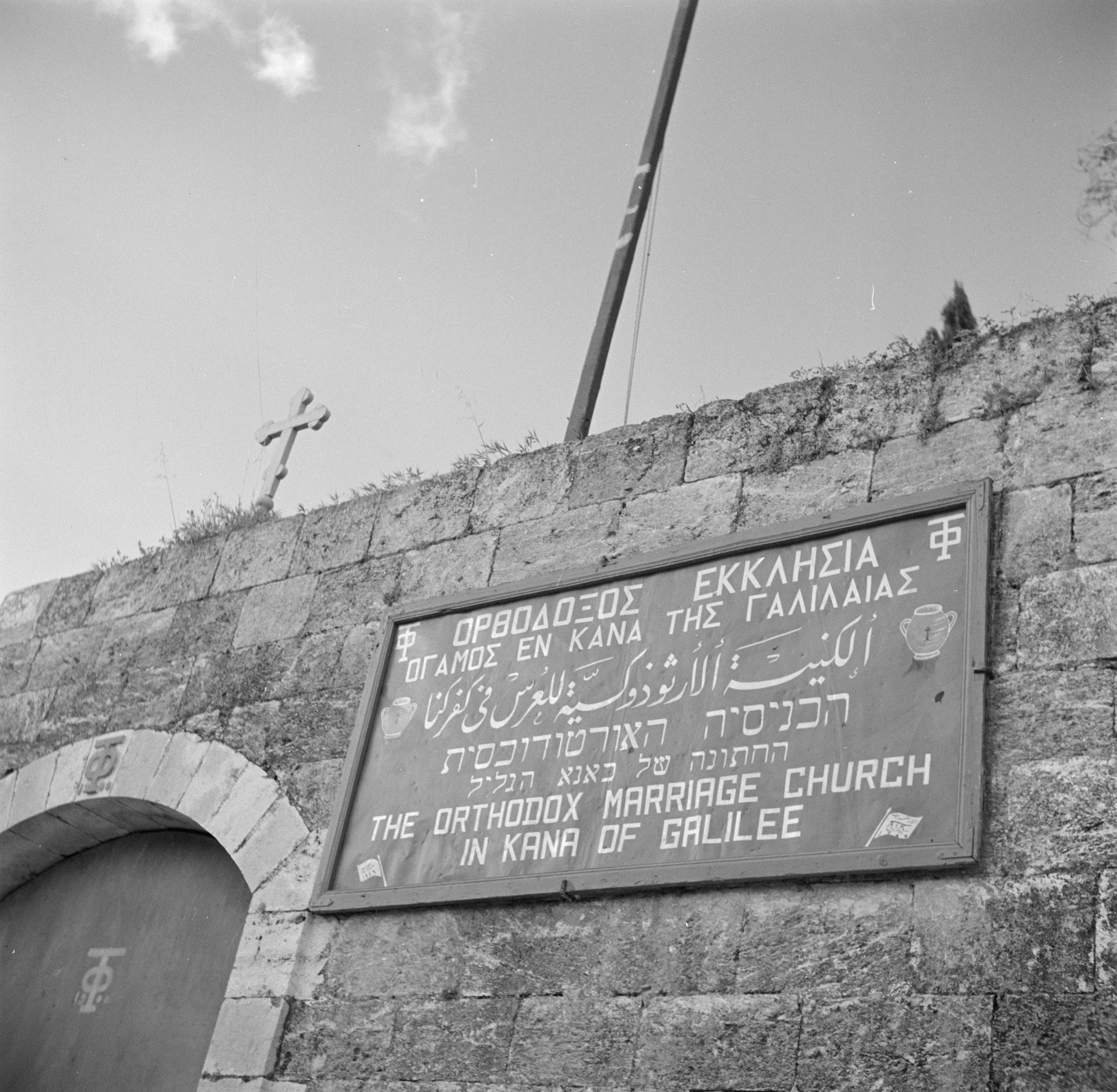
Inscriptions en cyrillique, arabe, hébreu et anglais sur l'église des Noces de Cana, 1948
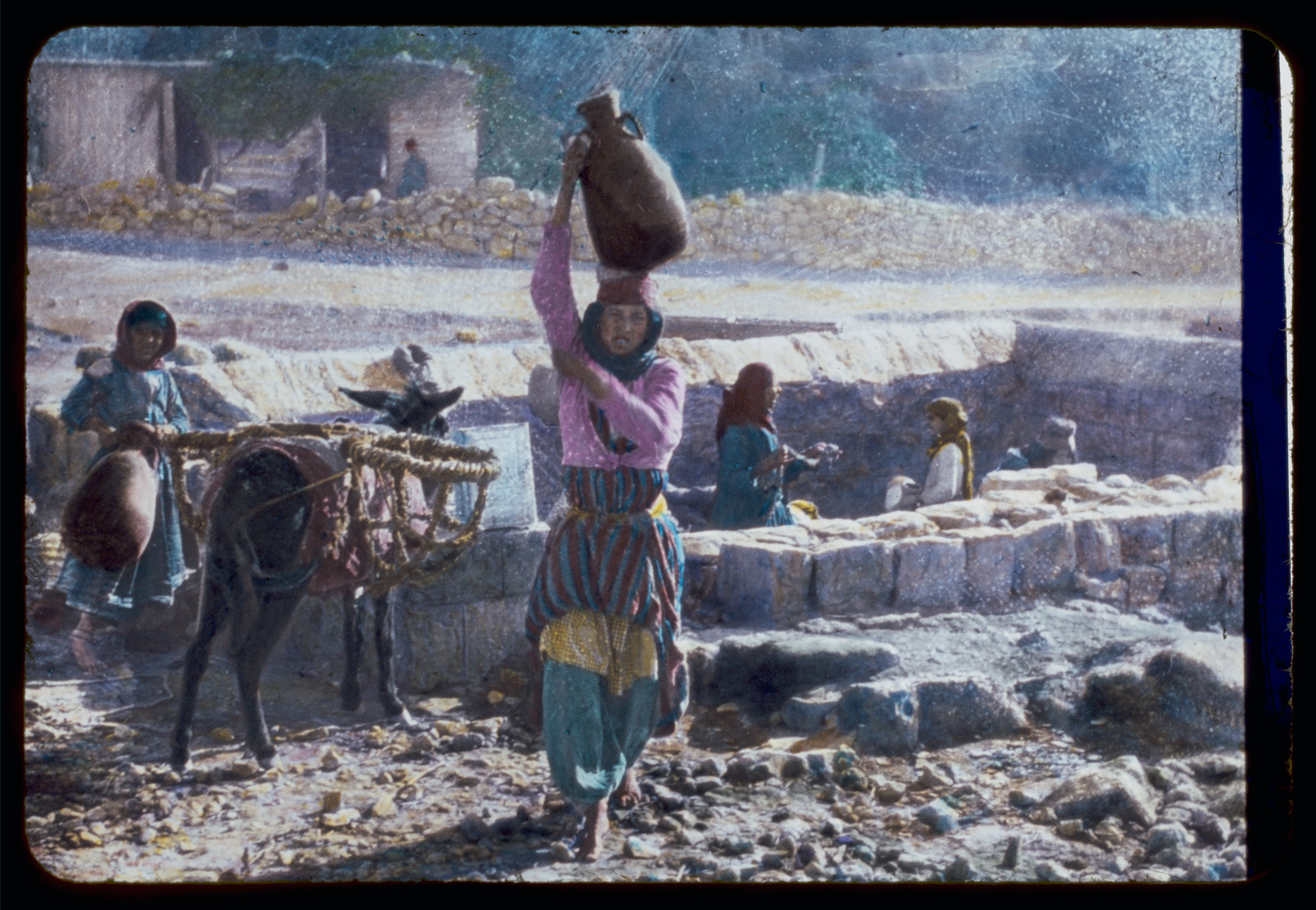
Femmes à la fontaine de Cana, 1950-1977

## Conseil local de Cana
Kfar Cana ne doit pas être confondue avec la ville de Cana (Qana ou Cana al Galil, en arabe : qānā, قـانـا) qui se trouve dans le Liban du Sud près de Tyr. 
Kfar Cana en Galilée obtient son statut de conseil local en 1968.

### Démographie et population
Selon le Bureau central des statistiques israélien (CBS), la population de Cana est d'environ 18 000 habitants en 2006 ; en 2018, 22 399 habitants vivent dans le village de Cana. Sa population augmente à une croissance annuelle de 2 %. 
A la fin de 2017, le village se classe deuxième sur dix dans l'indice socio-économique du pays. Le salaire mensuel moyen d'un employé à la fin de 2016 est de 5 298 NIS (moyenne nationale : 8 913 NIS). 
Les anciens députés arabes de la Knesset Wassel Taha et Abd al-Malek Dahamshe vivent dans ce kfar.

#### Religion
En 2017, 89,8 % (88,5 en 2016) des villageois sont musulmans ; 10,1 % sont arabes chrétiens (11,5 en 2016 mais comme dans tout Israël, la part des chrétiens dans la population diminue progressivement) ; 0,1 % sont Druzes.

La ville possède plusieurs mosquées et cinq églises : l'église franciscaine des Noces de Cana, l'église gréco-orthodoxe de rite mélkite (les deux commémorent l'événement chrétien), la Nouvelle église de Bartholomé (Nathanael) de rite franciscain, l'église du quartier (diocèse) royal et l'église baptiste.

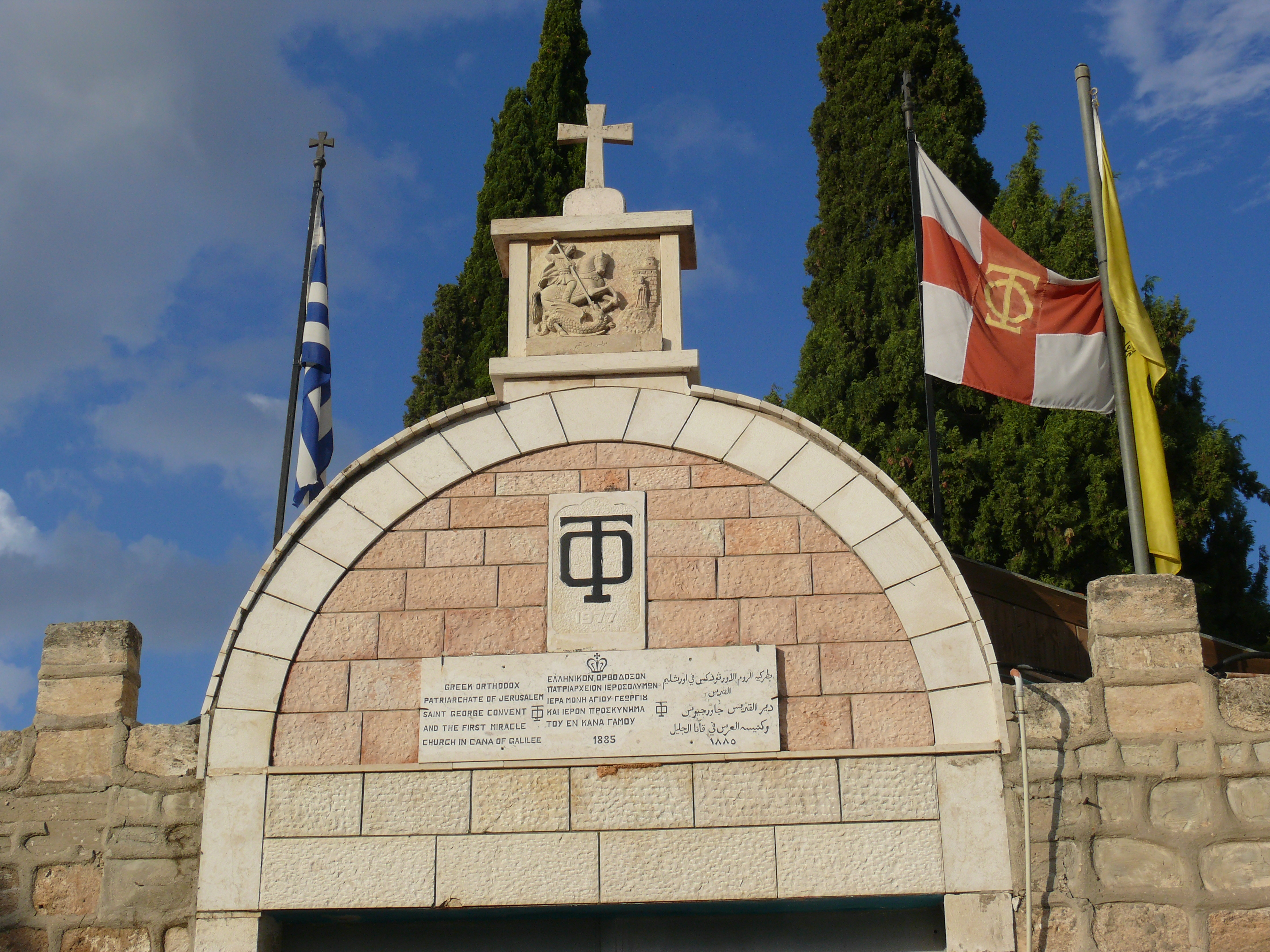
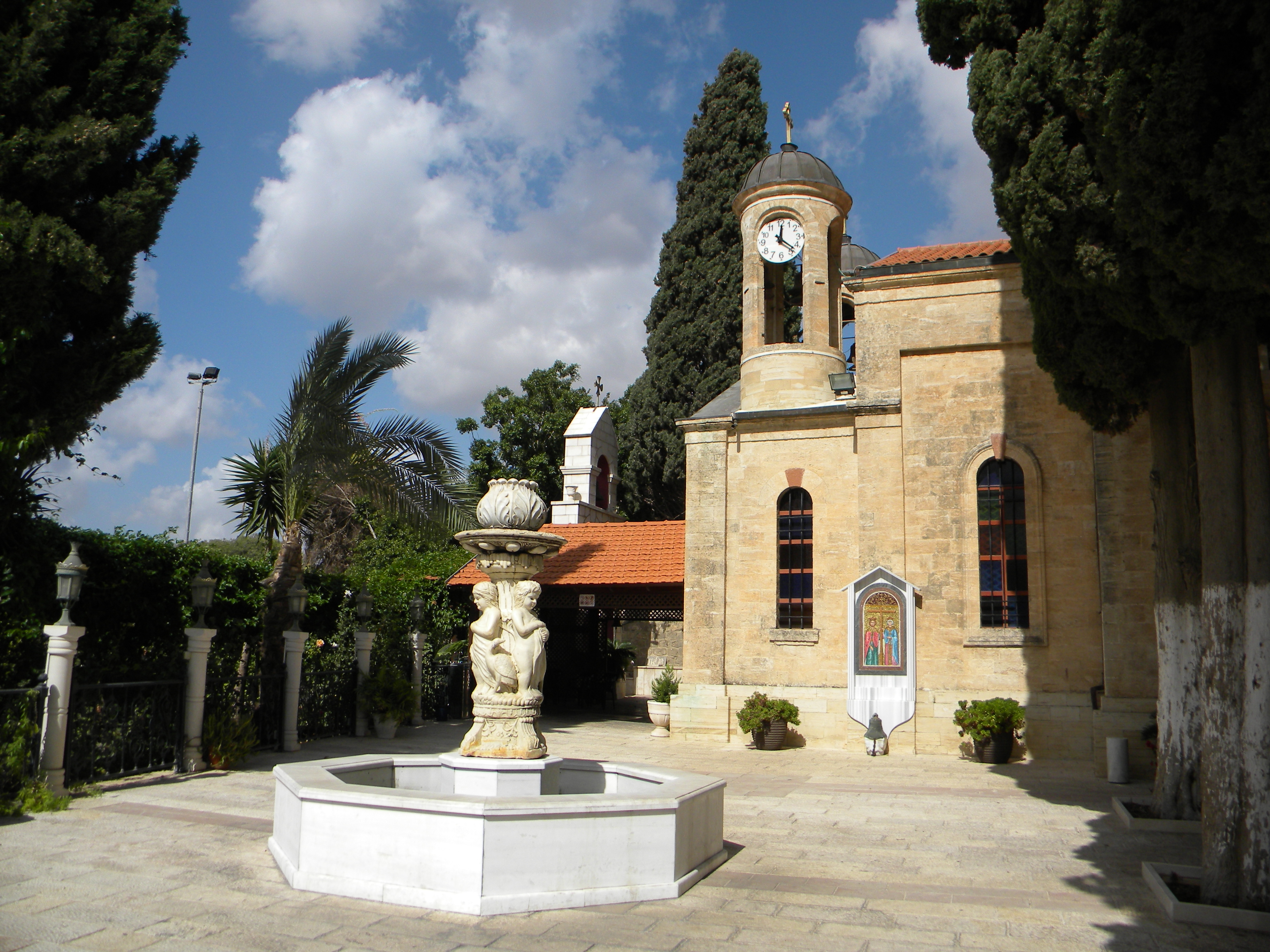
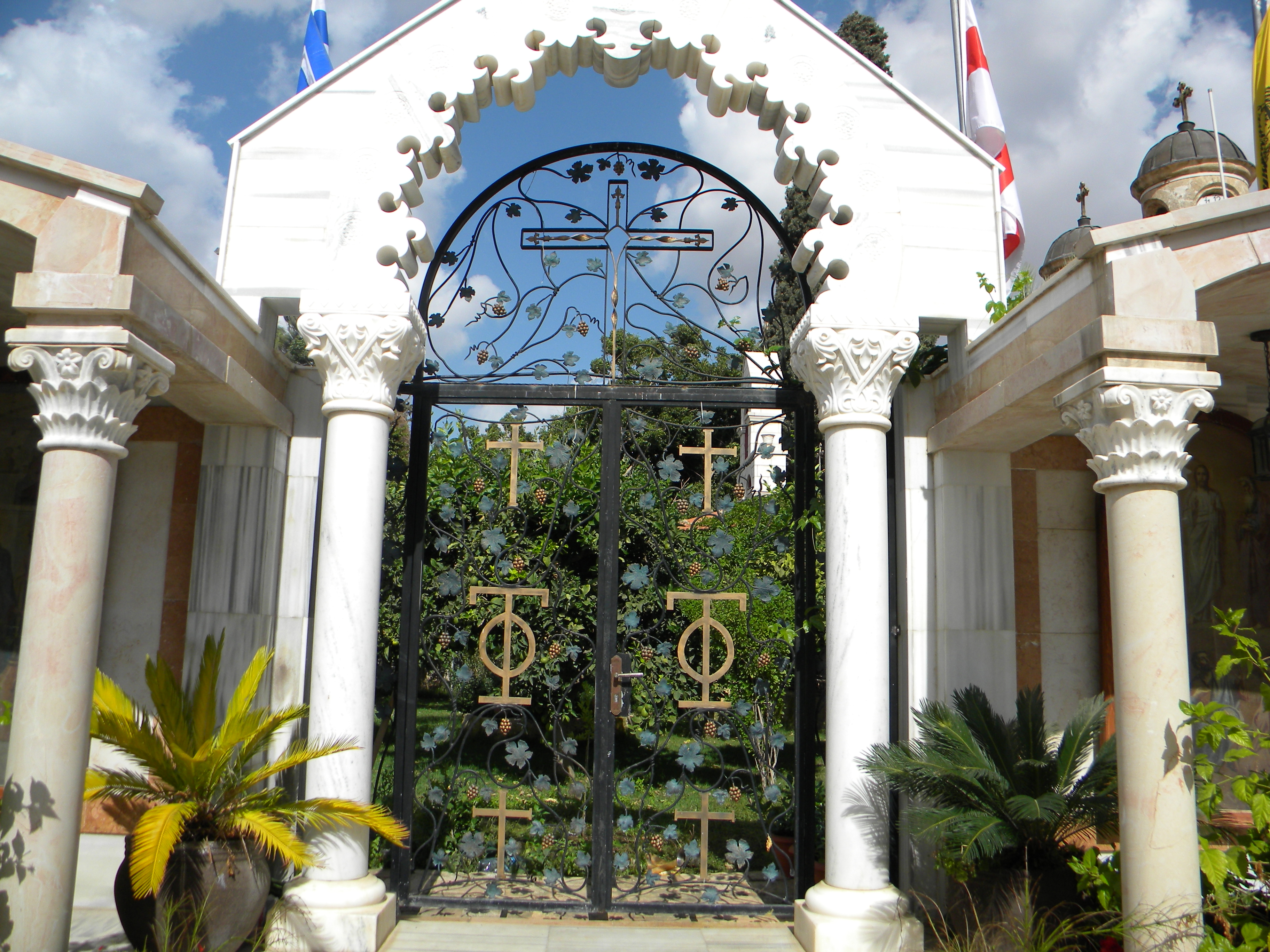
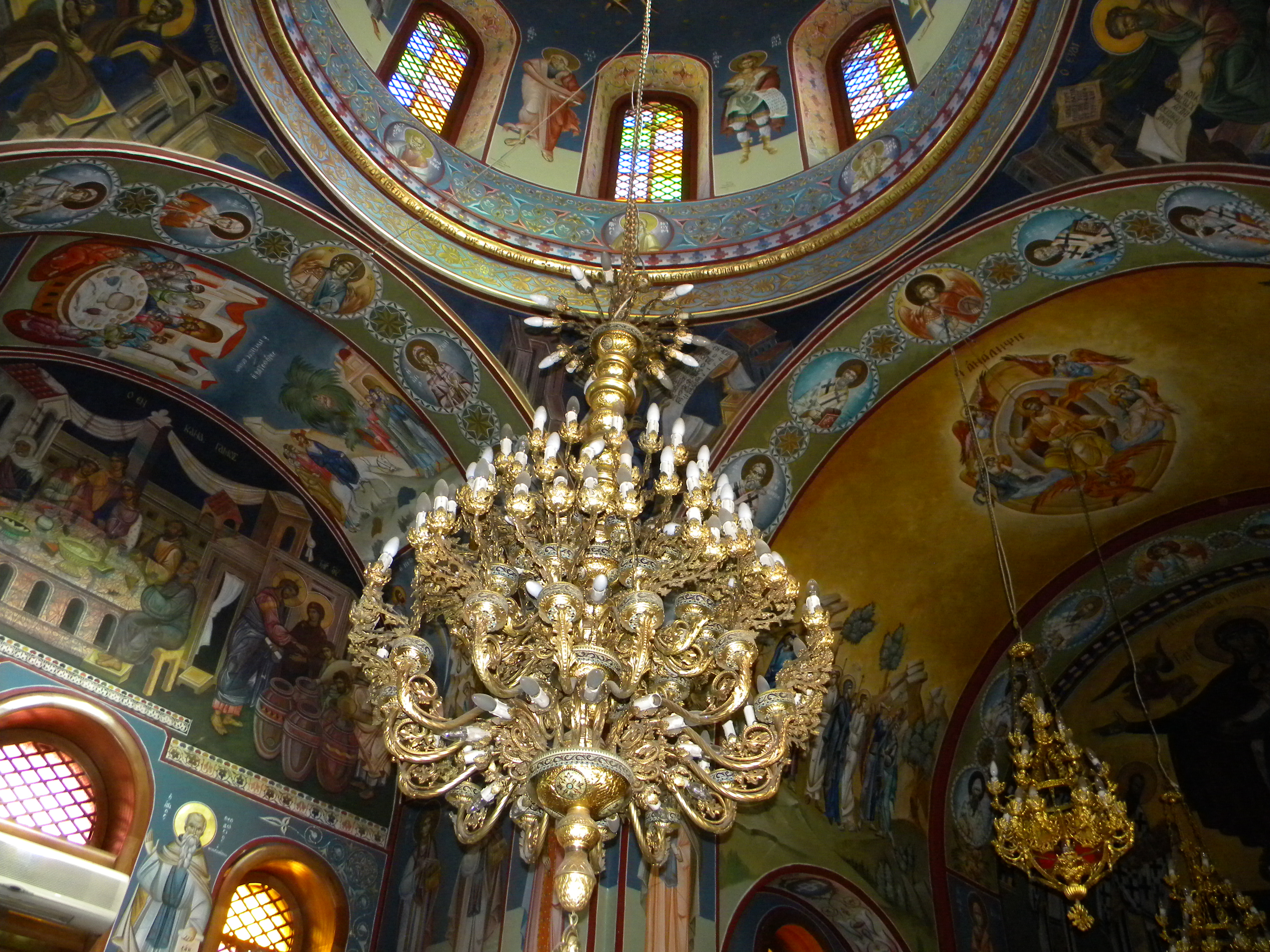
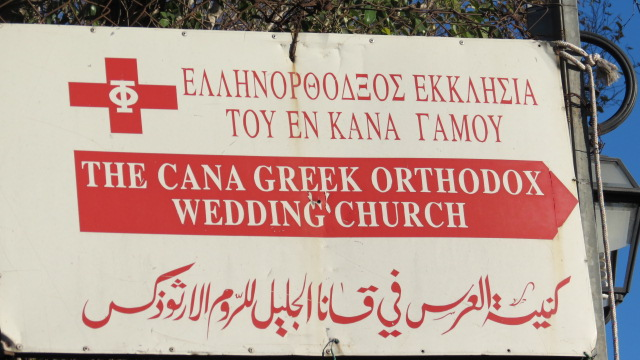
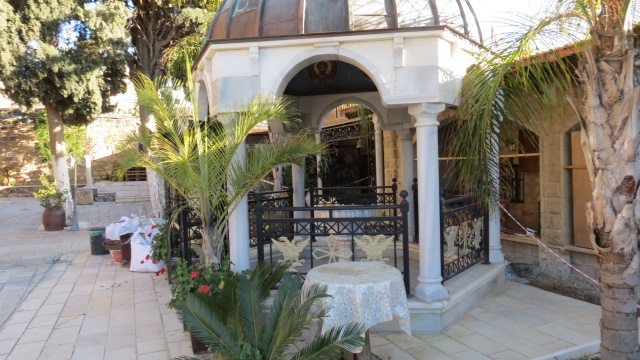
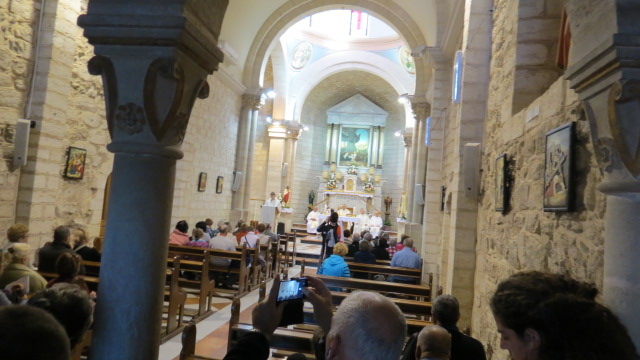
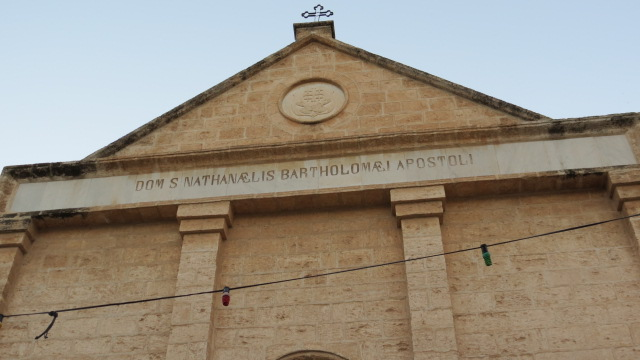
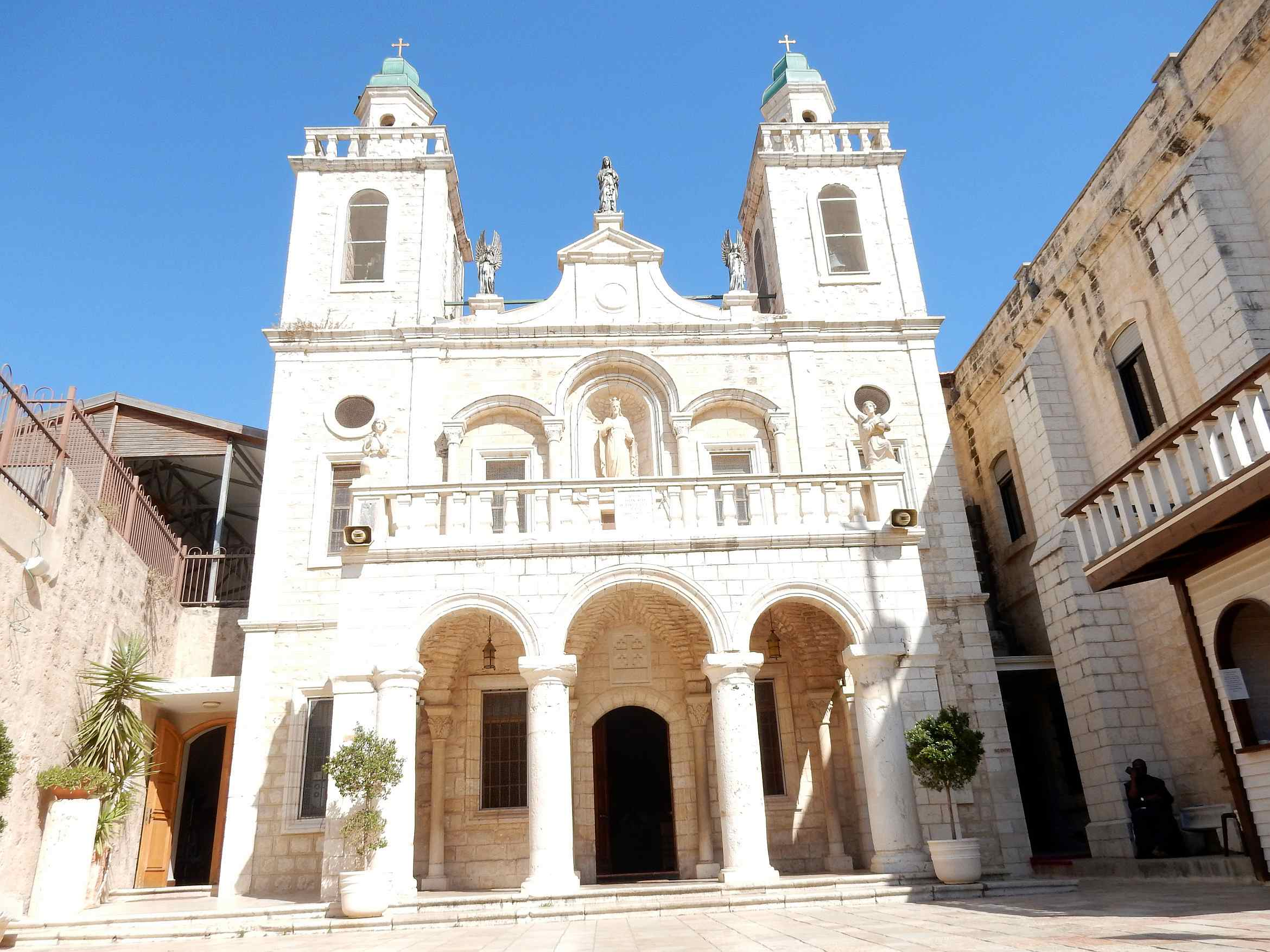

- Fichier:Greek_Orthodox_Church_in_Cana_of_Galilee_(9200864416).jpg
- Fichier:ISRAEL,_Cana_Galilei_(Kafr_Kanna)_(6).JPG
- Fichier:ISRAEL,_Cana_Galilei_(Kafr_Kanna)_(8).JPG
- Fichier:ISRAEL,_Cana_Galilei_(Kafr_Kanna)_(interior_with_chandelier).JPG
- Fichier:Greek_Orthodox_Church_of_the_Marriage_Feast,_Cana,_Israel_23.jpg
- Fichier:Greek_Orthodox_Church_of_the_Marriage_Feast,_Cana,_Israel_17.jpg
- Fichier:Franciscan_Wedding_Church_at_Cana,_Galilee,_Israel_18.jpg
- Fichier:Roman_Catholic_Chapel_of_the_Apostle_Bartholomew_(Nathanael),_Cana,_Galilee,_Israel_08.jpg
- Fichier:Wedding_Church_at_Cana_Hochzeitskirche_Kana_Israel_(34970523361).jpg

### Enseignement
En 2017, la ville possède 14 écoles fréquentées par 5 871 élèves.

### Économie

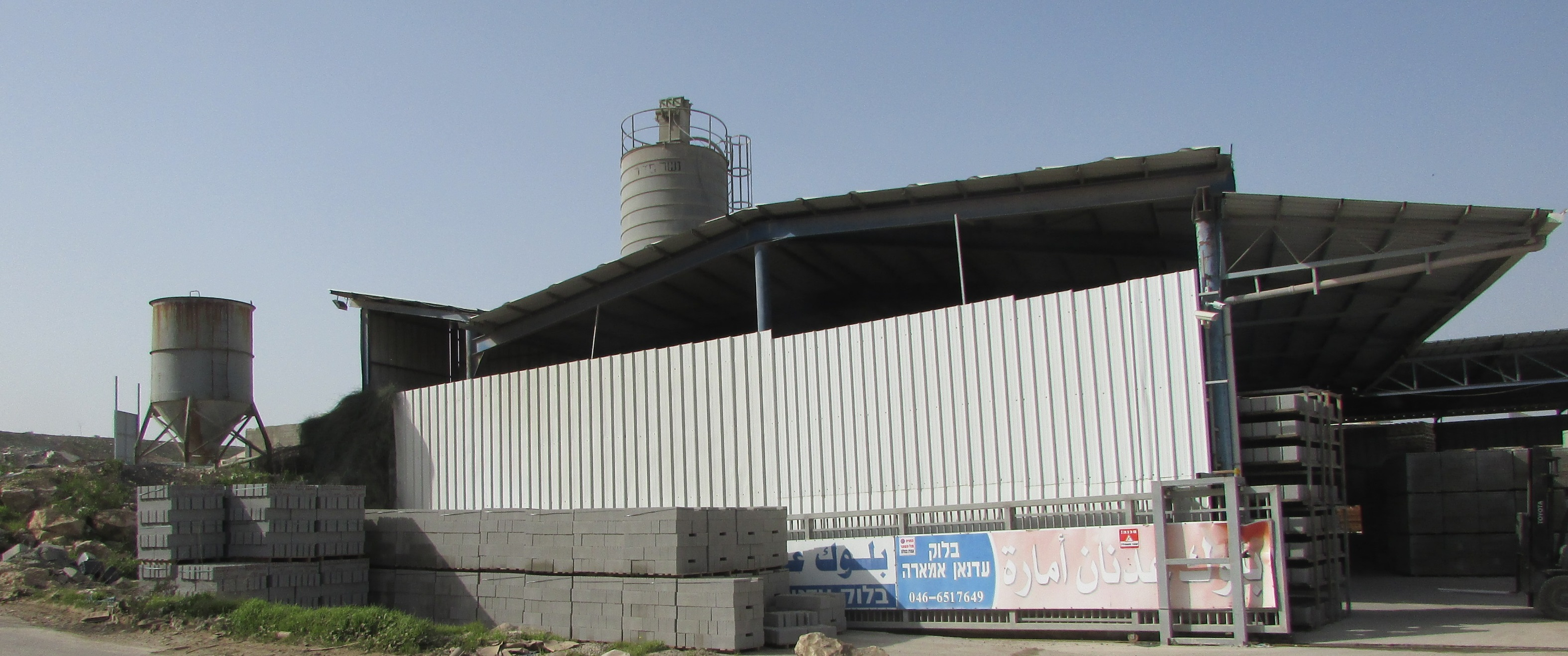
Usine de ciment à Cana, 2019

Dans le village de Kana, outre les lieux de commerce, une zone industrielle emploie des centaines de travailleurs de la ville et de la région, avec de grandes usines et des fabricants de divers produits comme des matériaux de construction, des chaudières solaires et électriques, de pneus ou de marbre.

### Sport
Les équipes de football locales, le Maccabi Kfar Kanna et Hapoel Kfar Kanna, évoluent en deuxième division de football. Un autre club local est le Betar Kfar Kanna.
Il existe également dans la ville, un club de boxe appelé Kfar Kana Golden Gloves.

## Notes et références

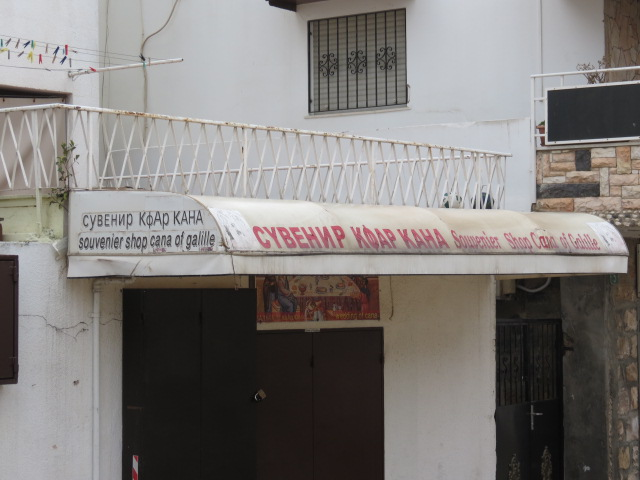
Magasin de souvenirs

## Site externe
- http://www.otisrael.com/Tourism_Fra/Articles/Christian%20Themes/Christian%20Sites/Pages/Cana.aspx